# Dutch Blues Foundation
Die Dutch Blues Foundation (niederländisch: Stichting Blues Nederland; deutsch: Niederländische Blues-Stiftung) wurde 2009 gegründet, um Bluesmusik und Bluesmusiker zu fördern. Die Stiftung will talentierten Bluesmusikern eine Bühne bieten und zur Anerkennung des Blues in den Niederlanden beitragen. Zu den Aktivitäten der Stiftung zählen unter anderem die Einrichtung einer niederländischen Blues Hall of Fame, die jährliche Organisation einer niederländischen Blues Challenge und die jährliche Verleihung der niederländischen Blues Awards.

## Dutch Blues Hall of Fame
Die Dutch Blues Foundation benennt jedes Jahr ohne Vorauswahl Persönlichkeiten in die Hall of Fame. Voraussetzung ist, dass die Person sich durch Auftritte, Aufnahmen oder Dokumentationen um den Blues in den Niederlanden verdient gemacht hat.
Die nachfolgend aufgelisteten Aufnahmen in die Dutch Blues Hall of Fame wurden der Datenbank der Dutch Blues Foundation („Blues Database > Bluesgrafie“) entnommen.
In die Dutch Blues Hall of Fame aufgenommen wurden:
- 2011: Oscar Benton und Harry Muskee
- 2012: Barrelhouse (Band) und Rob Hoeke (postum)
- 2013: Martin van Olderen (postum)
- 2014: Livin‘ Blues (Band)
- 2015: Eelco Gelling und Flavium (Band)
- 2016: Jaap Hindriks
- 2017: Michael de Jong
- 2018: Hans Theessink
- 2019: Bintangs (Band)
- 2020: Willem van Dullemen
- 2021: keine Notierung
- 2022: keine Notierung
- 2023: Champagne Charlie (Band)

## Dutch Blues Challenge
Jedes Jahr können sich Bands und Solointerpreten oder Duos dem Wettbewerb stellen. Eine Jury bewertet den 20-minütigen Auftritt. Die Dutch Blues Foundation ist der US-amerikanischen Blues Foundation verbunden; daher können die Gewinner der niederländischen Blues Challenge an der ebenfalls jedes Jahr stattfindenden International Blues Challenge in Memphis teilnehmen. Die Gewinnerband kann auch an der European Blues Challenge teilnehmen.

## Dutch Blues Awards
Die Dutch Blues Awards sind ein seit 2010 jährlich vergebener niederländischer Bluespreis. Die niederländischen Blues Awards werden in den Kategorien Dutch Blues Band, Dutch Blues Artist, Dutch Blues CD und Keepin the Blues Alive vergeben.